# Beilschmiedia sichourensis
Beilschmiedia sichourensis är en lagerväxtart som beskrevs av Hsi Wen Li. Beilschmiedia sichourensis ingår i släktet Beilschmiedia och familjen lagerväxter. Inga underarter finns listade i Catalogue of Life.